# Joghatóság
A joghatóság (latin: iurisdictio, juriszdikció) egy rendezőelv az ügyek államok közötti elosztására. Meghatározza, hogy egy bizonyos bírói szerv vagy  más hatóság eljárhat-e egy adott, rendszerint részben vagy egészben külföldi vonatkozású jogvitában és azt eldöntheti-e.

## A hatályos magyar jogban
A joghatóság kérdését a 2018. január 1-jén hatályba lépett nemzetközi magánjogi törvény (Nmjtv.) szabályozza. Kizárólag magyar bíróság járhat el az Nmjtv. szerint. Ezzel szemben kizárt magyar bíróság joghatósága az Nmjtv. 89. §-ában felsorolt ügyekben.
Az Ákr. – a Ket.-ben foglalt korábbi szabályozástól eltérően – nem tartalmaz a joghatóságra vonatkozó külön szabályokat. A indokolás szerint ugyanis a hazai közigazgatási hatósági ügyek elsöprő többségében a joghatóság kérdése fel sem merül, így valójában nem tekinthető általános szabálynak a joghatóság szabályozása. A jogalkotásról szóló 2010. évi CXXX. törvénynek (Jat.) a jogszabályok területi hatályára vonatkozó általános rendelkezései irányadóak, amelyek kimondják, hogy a jogszabály területi hatálya Magyarország területére terjed ki.

## Az európai uniós jogban
Az európai uniós (korábbi nevén közösségi jogban) az 1968. évi Brüsszeli Egyezmény szabályozta ezt a kérdést. A szabályozás helyébe lépett a 44/2001/EK rendelet.

## A korábbi magyar jogban
A közigazgatási eljárásról szóló korábbi törvény (Ket.) úgy rendelkezett a joghatóság kérdésében, hogy a magyar állampolgár, a Magyarországon nyilvántartásba vett jogi személy, illetve jogi személyiséggel nem rendelkező szervezet ügyfél hatósági ügyére Magyarország területén – főszabály szerint – magyar hatóság eljárását szabta meg.). A 2017. december 31-ig hatályos magyar jogban a joghatóság nemzetközi magánjogi kérdéseit a nemzetközi magánjogról szóló 1979. évi 13. tvr. IX. fejezete rendezte, ún. kollíziós normákkal.

### A joghatóság fajtái a következők voltak
- Általános joghatóság [8]
- Különös joghatóság [9]
- Joghatóság fogyasztói szerződésből és munkaszerződésből eredő jogvitákra [10]
- Kizárólagos joghatóság [11]
- Kizárt joghatóság [12]
- A felek által kikötött joghatóság [13]

## A katolikus egyházjogban
A joghatóság a katolikus egyházjogban az átfogó értelemben vett vezetési jogosultság ("fejedelmi pásztori hatalom") belső és külső ügyekben.
Az igazságszolgáltatási jogosultság elnyerésének feltétele a részesülés a pappá szentelés szentségében - ez azonban nem jogosít a joghatóság gyakorlására. Az egyházi hivatal által elismert három szentelési fokozat szerint az adott hivatal viselője más és más joghatósággal rendelkezik :
- a pápa a joghatósági primátus birtokosa
- a püspököknek valamely egyházmegye irányításával összefüggésben van joghatósága
- a pap szűk értelemben birtokosa a teljhatalomnak a feloldozás megadása tekintetében a bűnbánat szentségében, míg tágabb értelemben valamely egyházközség irányítója.

### Joghatósági primátus
A II. vatikáni zsinat megfogalmazása szerint a 
"római pápáknak... hivatalából fakadóan – mert Krisztus helyettese és az egész Egyház feje – teljes, legfőbb és egyetemes hatalma van az Egyház fölött, melyet mindig szabadon gyakorolhat"
– ezzel az első vatikáni zsinat (1870) kötelező érvényű vallási tanítását ismételte meg: 
 : „Aki azt mondja, hogy a római pápát csak a felügyelet és a hivatal elsősége illeti meg, nem pedig a teljes és legfelsőbb jurisdictio az egész Egyház felett, és pedig nemcsak a hit és erkölcs dolgaiban, hanem a fegyelem és a kormányzat minden egyes ügyében, bárhol a földön; vagy azt mondaná, hogy ő csak jelentékeny részét birtokolja ennek a hatalomnak, azonban nem a legfelső hatalomnak teljességét; vagy azt mondaná, hogy a hatalom az ő számára nem természetes és nem közvetlen és nem terjed ki minden egyes hívőre és keresztény közösségre, minden egyes és bármely rendű papra: az legyen kiközösítve az Egyházból!”